# Ned Lamont
Pour les articles homonymes, voir Lamont.
Edward Miner Lamont Jr., dit Ned Lamont, né le 3 janvier 1954 à Washington, D.C., est un homme politique et homme d'affaires américain. Membre du Parti démocrate, il est élu gouverneur du Connecticut en 2018, succédant ainsi à Dan Malloy.

## Biographie

### Jeunesse et carrière privée
Ned Lamont est issu d'une famille aisée ; son grand-père Thomas W. Lamont fut notamment président de JP Morgan. Son père travaille dans l’administration Nixon (au sein du département du Logement et du Développement urbain des États-Unis) et sa mère, Camille, est un temps collaboratrice parlementaire du sénateur démocrate Estes Kefauver. Sa famille s’installe à Syosset au début des années 1960.
Lamont étudie à la Phillips Exeter Academy. Il est diplômé en sociologie de Harvard en 1977. L'année précédente, il participe à la création d'un journal nommé The Black River Tribune à Ludlow (Vermont). Il travaille pour celui-ci plusieurs années avant de reprendre ses études à l'école de management de Yale.
Il rejoint Cablevision en 1980 à New York. En 1984, il déménage au Connecticut et fonde Lamont Digital Systems, qui propose des chaines câblées aux universités américaines,. Il revend sa société en 2015.

### Carrière politique
En 1987, il est élu au conseil municipal de Greenwich sous les couleurs du Parti démocrate alors que la ville est considérée comme un bastion républicain. Dans les années qui suivent, il candidate sans succès à une élection au Sénat du Connecticut.
Lors des élections sénatoriales américaines de 2006, Lamont se présente face au démocrate sortant Joe Lieberman, qui est notamment critiqué pour ses positions en faveur de la guerre d'Irak et sa proximité avec l'administration Bush,. Presque inconnu des électeurs au début de la campagne, Lamont dépense plus de quatre millions de dollars de sa fortune personnelle. Il remporte la primaire démocrate avec 51,8 % des suffrages contre 48,2 % pour Lieberman. Lamont devient alors le héraut de la gauche américaine et voit l'essentiel de l'establishment démocrate se ranger derrière lui. Le sénateur sortant choisit cependant de maintenir sa candidature à l'élection générale, en tant qu'indépendant. Lamont se retrouve alors distancé dans les sondages par Lieberman, qui profite des problèmes d'addiction aux jeux d'argent du candidat républicain Alan Schlesinger et attire les voix indépendantes et républicaines. Le jour de l'élection, Lamont ne ressemble qu'environ 40 % des suffrages et est battu par Lieberman (à 50 %).
Quatre ans plus tard, Lamont se porte candidat au poste de gouverneur du Connecticut. Il est longtemps considéré comme le favori des sondages. Menant cette fois-ci une campagne plus centriste, il est largement battu par Dan Malloy durant la primaire démocrate (42 %-58 %).
En janvier 2018, Lamont annonce une nouvelle fois sa candidature au poste de gouverneur, pour succéder à Malloy. Il remporte la primaire démocrate avec plus de 80 % des voix face à Joseph P. Ganim, maire de Bridgeport condamné pour corruption. Bien que l'État soit historiquement démocrate, Lamont doit se distancer du gouverneur sortant considéré comme l'un des plus impopulaires du pays ; l'élection s'annonce donc serrée. Lamont est finalement élu gouverneur avec deux points d'avance sur le républicain Bob Stefanowski.